# Tapis de danse
Pour les articles homonymes, voir Tapis (homonymie).

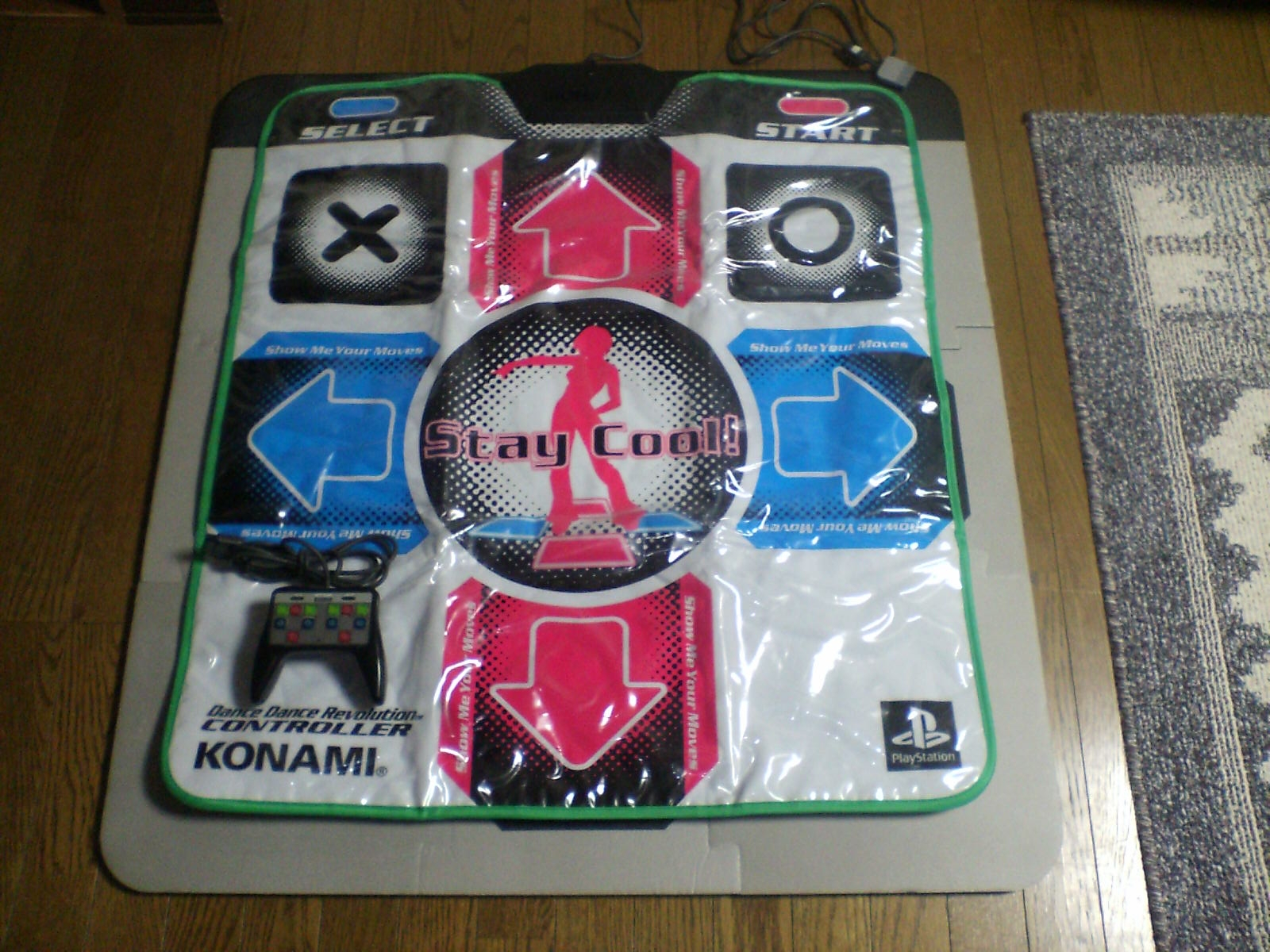
Un tapis de danse.

Un tapis de danse est un contrôleur de jeu électronique plat utilisé comme interface utilisateur dans les jeux de danse. La plupart des tapis de danse sont divisés en un quadrillage de 3 cases carrées sur 3 sur lesquelles le joueur se tient debout, avec certaines ou toutes de ces touches correspondant aux directions ou aux actions à l'intérieur du jeu. Certains d'entre eux ont également des boutons supplémentaires tels que « start » et « select » ( + et - pour la Wii). Les tapis de danses sont parfois utilisés par paires (deux tapis posés côte à côte) pour certains types de gameplay.
En mousse, en résine ou en métal, souple ou rigide, différentes déclinaisons existent et elles sont pour la plupart destinées à être connectées à des consoles de jeux (la plupart fonctionnent également sur pc avec un adaptateur adéquat).
Les tapis rigides sont bien plus onéreux que leurs homologues souples mais se révèlent bien plus précis et résistants.
Il existe une multitude de tapis de danse réalisés par différents fabricants. Il est également possible de les réaliser soi-même,.